# Katalońskie kościoły romańskie z doliny Vall de Boí

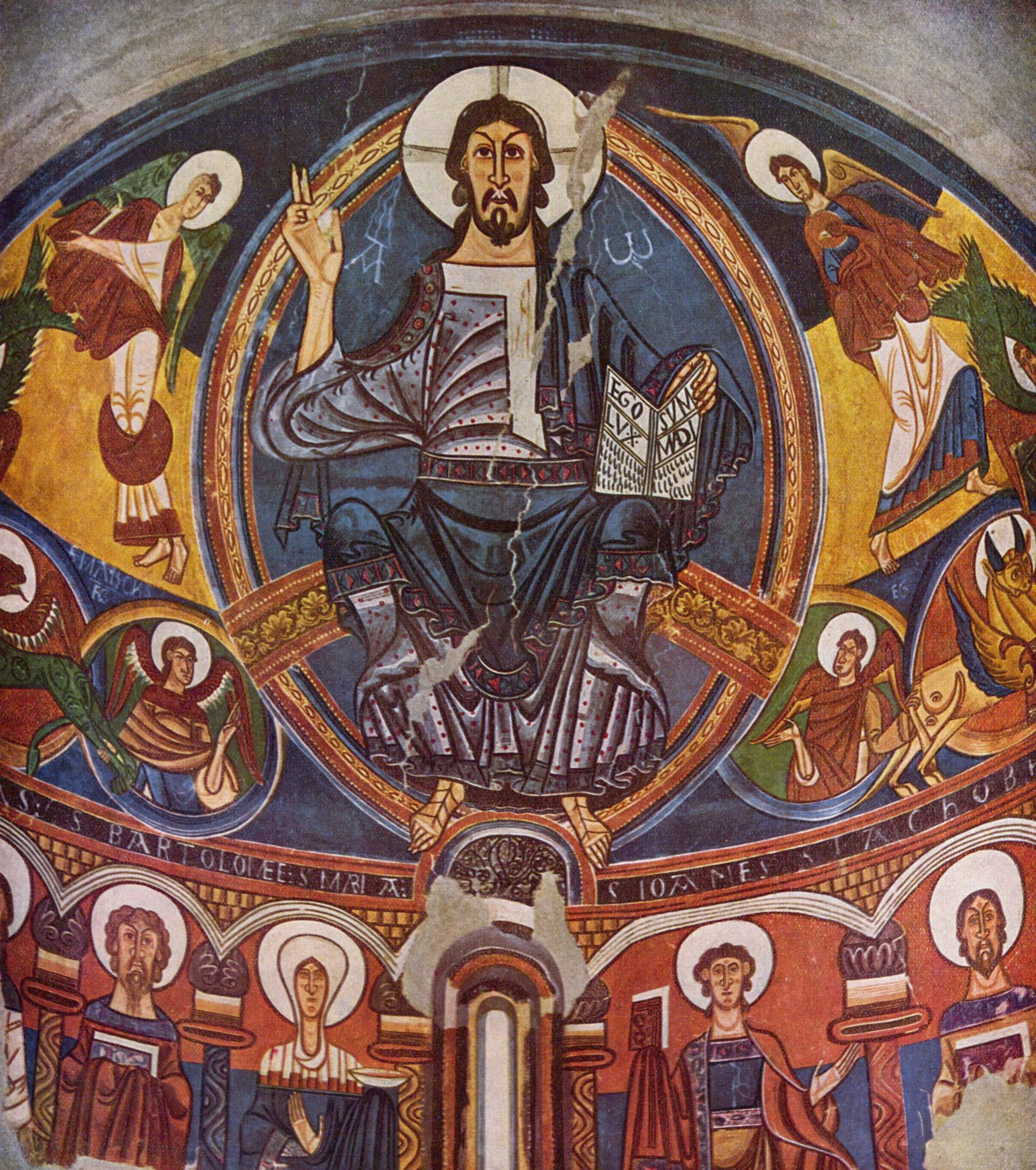
Chrystus Pantokrator – fresk z kościoła San Climente

Katalońskie kościoły romańskie z doliny Vall de Boí – grupa dziewięciu świątyń romańskich znajdujących się w Katalonii, w historycznym okręgu Ribagorça, wpisanych 30 listopada 1980 roku na listę światowego dziedzictwa UNESCO.

## Historia fresków w Vall de Boí
Na początku XX wieku postanowiono poznać i skatalogować freski anonimowych malarzy znajdujące się we wnętrzu kościołów znajdujących się na obszarze doliny Vall de Boi.
Kościoły romańskie z racji swojego położenia przez wiele lat były zapomniane lub nieznane historykom sztuki. W 1907 roku za sprawą ekspedycji zorganizowanej przez Instituto de Estudios Catalanes, w której czynny udział brał m.in. architekt Josep Puig i Cadafalch. W latach 1905 i 1909 muzeum barcelońskie wydało katalog prac, który przyczynił się do powstania koniunktury na katalońskie zabytki i przyciągnęły rzeszę chętnych do ich zakupu prywatnych kolekcjonerów oraz muzea, głównie ze Stanów Zjednoczonych. Włodarze regionu Taüll sprzeciwili się tym praktykom i zablokowali możliwość rozsprzedania fresków z ich kościołów. By chronić zabytki postanowiono, za pomocą specjalnej techniki zwanej strappo, przenieść je na płótno i umieścić w Museu Nacional d’Art de Catalunya w Barcelonie. W latach 1919–1923, za sprawą konserwatora zabytków Franca Steffanoniego, większość zachowanych fresków udało się ochronić przed grabieżą

## Lista kościołów z doliny Vall de Boí[3][4]
| Kod     | Nazwa świątyni                        | Miejsce       | Opis | Grafika       |
| ------- | ------------------------------------- | ------------- | --- | ------------- |
| 988-001 | Kościół Sant Feliu w Barruera         | Barruera      | Kościół znajdujący się pod miejscowością Barruera; pierwsze wzmianki o nim pochodzą z końca XIII wieku. Pierwotnie posiadał trzy nawy, obecnie z jedyną ze sklepieniem kolebkowym z półkolistą absydą od południowej strony. W północnej części znajduje się kaplica. W południowo-wschodnim narożniku znajduje się prosta dzwonnica. W XVI wieku kościół przeszedł remont, podczas którego dodano dwie gotyckie kaplice oraz gotycka fasadę zachodnią. | Galeria zdjęć |
| 988-002 | Kościół Sant Joan w Boí               | Boí           | Kościół Sant Joan mieści się przy wjeździe do miejscowości. Zbudowany został z trzema nawami, z absydą na wschodnim krańcu dwóch bocznych naw. Pierwotnie drewniany dach został zastąpiony dachem kamiennym. Przy południowej ścianie znajduje się dzwonnica wykonana w lombardzkim stylu. W XVIII wieku przeprowadzono gruntowny remont. W 1960 roku usunięto freski, jakie zdobiły wnętrze kościoła i przeniesione do MNAC. W kościele można podziwiać kopię zbioru XII obrazów przedstawiające różne sylwetki zwierzęce; oryginały znajdują się w barcelońskim muzeum. | Galeria zdjęć |
| 988-003 | Kościół Santa Maria w Taüll           | Taüll         | Kościół został konsekrowany dzień po poświęceniu kościoła San Climente, 11 grudnia 1123 roku przez biskupa Roda de Isábena, Ramón de Barbastro (Guillem Ramon). Zbudowany z kamienia z trzema nawami zakończonymi absydą, z dzwonnica w południowej nawie. W XVIII wieku świątynia została poddana renowacji, dodano nową kopułę. W 1970 miały miejsca ostatnie prace remontowe, podczas których kopuły usunięto. We wnętrzu znajdowały się freski; najbardziej znany jest wizerunek Madonny tronującej przypisywany anonimowemu artyście zwanym Mistrzem Santa Maria z Tahull. W 1918 roku dzieło zostało przeniesione do MNAC. | Galeria zdjęć |
| 988-004 | Kościół San Climente w Taüll          | Taüll         | Kościół zbudowany na przełomie XI i XII wieku, w miejsce starszej świątyni; jego konsekracja nastąpiła 10 grudnia 1123 roku, o czym świadczy zachowany napis na jednej z kolumn. Poświęcenia dokonał biskup Roda de Isábena, Ramón de Barbastro (Guillem Ramon). Przykład sztuki romańskiej z wpływami stylu lombardzkiego i bizantyjskiego widocznego w dekoracjach wewnętrznych, jak i zewnętrznych budynku. Świątynia posiada w południowo-wschodnim rogu pięciopiętrową dzwonnicę, wybudowaną w stylu bizantyjskim na planie kwadratu. Kościół San Climente najbardziej znany jest z zachowanych fresków, a głównie z przedstawienia wizerunku Chrystusa Pantokratora w absydzie świątyni. Dzieło przypisuje się anonimowemu artyście zwanym Mistrzem z Tahull. | Galeria zdjęć |
| 988-005 | Kościół Santa Maria w Cóll            | Cóll          | Kościół Wniebowzięcia NMP jest budynkiem jednonawowym ze sklepieniem kolebkowym, z dwukondygnacyjną dzwonnicą zbudowaną na planie kwadratu. Na pierwszej kondygnacji widoczne są dwa małe otwory okienne, na drugim duże okna z dzwonami. Świątynia konsekrowana była w 1110 roku i posiada gotyckie zdobienia. | Galeria zdjęć |
| 988-006 | Kościół Santa Maria w Cardet          | Cardet        | Niewielki kościółek stojący u wylotu wsi Cardet na stromym zboczu. Zbudowany z pojedynczą nawą z absydą, pokrytą sklepieniem krzyżowym. W podziemiach absydy znajduje się krypta. Pierwsze wzmianki pochodzą z XI wieku. Na przestrzeni wieków budowla przeszła kilka remontów: w XII, XIII, XVII i XVIII wieku. Wnętrze posiada barokowy wystrój. | galeria zdjęć |
| 988-007 | Kościół La Nativitat w Durro          | Durro         | Kościół położony jest na wysokości 1386 m n.p.m., w małej miejscowości Durrës. Pierwsza wzmianka na temat świątyni pochodzi z XI wieku. Posiada jedna nawę i pojedynczą absydę oraz pięciokondygnacyjną dzwonnicą z małymi otworami okiennymi. | Galeria zdjęć |
| 988-008 | Kościół Sant Quirc w Durro            | Durro         | Mały kościółek-pustelnia o prostej architekturze. Nawa pokryta jest sklepieniem kolebkowym, zakończona prezbiterium nieco wyższym niż pozostała część nawy. Posiada łukowe drzwi wejściowe z ciosów kamiennych tzw. kliniec. Świątynia posiada małe otwory okienne w fasadzie zachodniej, przez co jest słabo oświetlona. W zachodniej części znajduje się mała dzwonnica. | Galeria zdjęć |
| 988-009 | Kościół Santa Eulàlia w Erill la Vall | Erill la Vall | Kościół posiada jedną długą nawę z potrójną półkolistą absydą. Od zewnętrznej strony znajduje się portyk ozdobiony cylindrycznymi kolumnami. Drewniany dach zastąpił sklepienie kolebkowe. Przy kościele znajduje się sześciopiętrowa, 23-metrowa dzwonnica, przykład typowej lombardzkiej architektury Vall de Boi. Wieża ozdobiona jest podwójnymi oknami z łukowymi ramami. W zakrystii znajdowała się XII wieczna grupa rzeźb zwana El Davallament, obecnie częściowo znajdująca się w MNAC i w Muzeum Episkopatu w Vic. | Galeria zdjęć |